# Івашківці (Жмеринський район)
Іва́шківці — село в Україні, у Шаргородській міській громаді Жмеринського району Вінницької області. Населення становить 1543 особи.

## Географія
Через село тече річка Кадуб, права притока Лозової.

## Історія
Під час організованого радянською владою Голодомору 1932—1933 років померло щонайменше 248 жителів села.
12 червня 2020 року відповідно до Розпорядження Кабінету Міністрів України № 707-р «Про визначення адміністративних центрів та затвердження територій територіальних громад Вінницької області» увійшло до складу Шаргородської міської громади.
19 липня 2020 року, в результаті адміністративно-територіальної реформи та ліквідації Шаргородського району, село увійшло до складу Жмеринського району Вінницької області.